# Carlota Merchán
María Carlota Merchán Mesón (Llodio, 20 de enero de 1973) es una política española, diputada por Madrid en el Congreso durante la XII legislatura.

## Biografía
Es diplomada en Enfermería por la Universidad del País Vasco y magíster en Evaluación de Programas y Políticas Públicas por la Universidad Complutense de Madrid. Además ha realizado estudios de postgrado en Drogodependencias y es experta universitaria en Educación para el Desarrollo. Entre 1995 y 2000 trabajó con las ONG Medicus Mundi y Fundación Kuña Aty en Ruanda, Paraguay y Cuba, y entre 2001 y 2009 con Prosalus como responsable del área de sensibilización e incidencia política y coordinando la campaña Derecho a la Alimentación.
Entre 2009 y 2012 fue asesora en seguridad alimentaria y lucha contra el hambre para la Dirección General de Planificación de Políticas para el Desarrollo del Ministerio de Asuntos Exteriores y entre 2012 y 2015 trabajó para la Fundación Internacional y para Iberoamérica de Administración y Políticas Públicas (FIIAPP).
Militante del PSOE desde 2008, accedió a la Secretaría General de la Agrupación Socialista de Arganzuela en 2012 y ha sido miembro del comité ejecutivo regional de la federación del PSOE en Madrid y secretaria de Cooperación y Migración. En las elecciones municipales de mayo de 2015 fue elegida concejala del Ayuntamiento de Madrid en las listas del PSOE, cargo que ocupó hasta noviembre de 2016. En las elecciones generales de diciembre de 2015 fue octava en la lista de Madrid al Congreso, pero el partido logró siete escaños y no logró escaño entonces. Sin embargo, en noviembre de 2016 se convirtió en diputada por Madrid tras la dimisión de Pedro Sánchez.